# RE:VICE【D】
『RE:VICE[D]』（リヴァイスディー）は、オトメイトより2014年7月24日に発売されたPlayStation Vita用女性向け恋愛アドベンチャーゲーム。

## システム

### 選定関連
主人公は、魔界の四天王のひとりとして、様々な状況におかれた候補者の反応を見て、誰が魔王にふさわしいかを見ていく。選定イベントはある条件を満たすことで解放され、イベント名の横に、登場人物の顔が表示されるようになっている。優が多いと魔王としてふさわしい人物とみなされる仕組みとなっている。
イベントはSelection画面で振り返ることができる。この画面には、選定結果以外にも落書きも描かれており、落書きの中には特別なシナリオを見ることができる物もある。

## あらすじ
魔界の四天王たちが、"輝族"によってたおされた魔王の後継者を探しに、人間界にある神奈川県・厚継市へやってきた。だが、この世界について明るくない彼らは、思うように成果を出せず、四天王のひとりであるアイカはそんな状況にいらだっていた。
ある日、四天王たちは魔王候補を見つけ出すことができた。だが、この4人の候補者たちの中で、誰が真の魔王になれるかは、四天王たちにもわからない。そこで、四天王たちは、選定の書に従って、誰がふさわしいか選び出すことにした。

## 登場人物

### 魔界四天王およびその関係者
アイカ
本作の主人公。魔界四天王のひとりで、氷を操る能力を持つ。人間界では女子高生として潜入している。冷静な人物だが、かわいいものには目がない。一部の魔王候補者からは変わった人物として見られている。
アカツキ
声 - 関俊彦
四天王の一人で、温厚な人物。人間界ではイロハが通う学校に生徒指導の教師として潜入している。
スイウ
声 - 立花慎之介
四天王のひとりである魔術師で、風を操ることに長けている。人間界ではホストクラブ"MAOH"に勤務しており、No.1ホストの座を得た。
シンク
声 - 鈴木千尋
四天王のひとり。いわゆる武闘派で四天王の中では一番喧嘩が強いが、頭がよくないためよくだまされる。人間界では公園で野宿している。
ミケ
声 - 儀武ゆう子
魔王の選定の書で、選定時は動物の姿をとる。本作では耳が4つ、尻尾が2本ある黒猫の姿をしている。魔王の資質を見極める存在でありながら、自由きままな性格。

### 魔王候補者
ユキネ
声 - 岡本信彦
アイカが見出した魔王候補者である少年。謎めいた雰囲気を漂わせており、魔王選定のきっかけとなった。
イロハ
声 - 木村良平
アカツキが見出した魔王候補者。眉目秀麗だが、協調性に欠けており、誰に対しても反抗的な態度をとるうえ、学校での生活態度は不真面目。
リョウガ
声 - 前野智昭
スイウが見出した魔王候補者で、スイウの後輩であるホスト。その美貌と明るい性格から人気があるもののリピーターがつかず、店内ではいつも最下位にいるため、MAOHの番犬というあだ名をつけられているが、本人は気にしていない。
ヒナツ
声 - 松岡禎丞
シンクが見出した魔王候補者。裕福な家の出だが、内気な性格に加えて、虚弱体質故病院で過ごしてきたこともあり、友人を作ることができず、引きこもりになってしまった。そのためか、あまり人間好きではなく、シンクに付きまとわれていると感じている。
その反面かなりの読書家で、物知りだが、知識の質が偏ってしまっている。

### その他
クロダ
声 - 諏訪部順一
アイカが住むアパートの大家で、和装を好む。
スミレ
声 - 沼倉愛美
人間界におけるアイカの親友。
コハク
声 - 佐藤拓也
クロダの友人。常にフードをかぶっており、表情がわかりにくい。

## 主題歌
オープニングテーマ「PARALYZE：D」
作詞 - ナノ / 作曲・編曲 - WEST GROUND / 歌 - ナノ
エンディングテーマ「愛しさの存在」
作詞 - rino / 作曲 - 俊龍 / 編曲 - 須藤賢一 / 歌 - 田所あずさ